# Мамедов, Мухтар Мамед оглы
Мухтар Мамед оглы Мамедов (азерб. Muxtar Məmməd oğlu Məmmədov; род. 1983, Баку) — азербайджанский государственный деятель, первый чрезвычайный и полномочный посол Азербайджана в Израиле.

## Биография
Мухтар Мамедов родился в 1983 году в городе Баку.
В 2004 году окончил Бакинский государственный университет по специальности «Международные отношения».
В 2007 году получил степень магистра по специальности «Европоведение» в Европейском колледже (Бельгия).
В 2018 году получил вторую степень магистра факультета переподготовки руководящих кадров Академии государственного управления Азербайджана по специальности «Организация и управление государственной службой».
С 2005 по 2013 год работал в Министерстве иностранных дел Азербайджана. С 2009 по 2013 год работал в посольстве Азербайджана в Бельгии.
С 2013 года работал в Министерстве науки и образования Азербайджана.
Заместитель министра науки и образования Азербайджана (29 апреля 2021 —  11 января 2023).
11 января 2023 года присвоен ранг чрезвычайного и полномочного посланника 1 степени.
Посол Азербайджана в Израиле (с 11 января 2023). Первый посол Азербайджана в Израиле.
Владеет английским, русским и турецким языками.

## Награды
- Медаль «За отличие на государственной службе» (23 июня 2020, за плодотворную деятельность на государственной службе)[8]